# باول بيرن
باول بيرن (بالإنجليزية: Paul Byrne)‏ (26 نوفمبر 1982 بجنوب أفريقيا - ) هو لاعب كرة قدم جنوب أفريقي في مركز الظهير. لعب مع بورت فايل ونادي باري تاون يونايتد ونادي ساوثبورت وكندل تاون ‏ ونادي مارين ‏ وSkelmersdale United F.C. ‏ وBootle F.C. ‏.

## وصلات خارجية
- باول بيرن على موقع Soccerbase.com (لاعب) (الإنجليزية)